# Les Cousins d'en face
 (février 2012).
Si vous disposez d'ouvrages ou d'articles de référence ou si vous connaissez des sites web de qualité traitant du thème abordé ici, merci de compléter l'article en donnant les références utiles à sa vérifiabilité et en les liant à la section « Notes et références ».
Les Cousins d’en face est la trente-sixième histoire de la série Les Tuniques bleues de Lambil et Raoul Cauvin. Elle est publiée pour la première fois du no 2432 au no 2435 du journal Spirou, puis en album en 1985.

## Résumé
Le sergent Chesterfield apprend que ses cousins se sont enrôlés dans l'armée, mais sous les ordres d'un général sudiste, comme cela « il y aura toujours au moins un vainqueur dans la famille » dixit la mère des cousins et tante de Chesterfield. Chesterfield et Blutch sont envoyés avec d'autres soldats nordistes, des Chinois et un ingénieur écossais réparer une route de chemin de fer que les Confédérés ont fait exploser. Mais une fois arrivés, des confédérés sur une colline les bombardent avec un canon. Les Nordistes sont chargés par leur Major de détruire cette pièce d'artillerie. Mais Chesterfield reconnait ses cousins et décide de parlementer avec eux. Ils font exploser le canon avec les cousins sudistes et réparent la route de chemin de fer. Entre-temps, les confédérés décident d'utiliser cette voie pour faire venir des troupes et laissent les fédérés réparer la voie. Mais comme le temps presse, le lieutenant sudiste charge les cousins de Chesterfield de ramener des hommes valides pendant que lui décide de mettre les bouchées doubles avec les Chinois. Plus tard, la route est réparée mais Chesterfield apprend par l'un de ses cousins que le convoi sudiste va arriver par le même chemin de fer et Chesterfield charge Blutch de stopper le convoi nordiste pendant que les Confédérés essayeront de stopper le convoi sudiste. Mais le convoi nordiste heurte le convoi sur les rails et tue le major nordiste qui se trouvait dedans. Le général Alexander rétrograde Chesterfield parce qu'il le considère comme responsable de ce carnage. Chesterfield en simple soldat essaye d'étrangler Blutch vu son grade de caporal.

## Personnages
- Sergent Chesterfield
- Caporal Blutch
- Major Ransack, un officier qui n'a aucune considération pour ses hommes (à part sa garde personnelle), il pille les maisons sudistes et tue même les femmes et les enfants. Les membres de l'État-Major le détestent. il est supposément tué lorsque les deux convois broient son wagon.
- Capitaine Stark
- Capitaine d'État-Major Stephen Stilman
- Général Alexander
- Elmer Chesterfield, cousin du sergent
- Fred Chesterfield, cousin du sergent
- Wilcox, lieutenant et supérieur des cousins de Chesterfield
- Philip, il fait partie de la garde personnelle de Ransack, et effectue les sales besognes. Il meurt tué par l'artillerie de Wilcox, Elmer et Fred.
- Samuel, il fait partie de la garde personnelle de Ransack, et effectue les sales besognes. Il meurt tué par l'artillerie de Wilcox, Elmer et Fred.
- Waldo, il fait partie de la garde personnelle de Ransack, et effectue les sales besognes. Il est rendu ivre par les sudistes afin qu'il guérisse de sa congélation, et les sudistes font croire que Waldo les a fait prisonniers, afin de reconstruire la voie, Il meurt probablement avec le major Ransack pendant le broyage du wagon.
- L'ingénieur écossais, il est chargé de mener la reconstruction de la voie. Il porte des habits écossais, dont un kilt et joue de la cornemuse. Les soldats et les chinois se demandent s'il porte une culotte, sujet qui énerve l'Écossais. Alors qu'il sera éjecté par la collision de deux trains, Blutch remarquera qu'il a une petite culotte verte avec des rayures jaunes.
- Colonel sudiste, il charge le lieutenant Wilcox d'aider les nordistes à reconstruire la voie.